# Nouveau Siècle de Lille
 (février 2023).
Le Nouveau Siècle est un grand complexe immobilier situé à Lille et appartenant à la région Hauts-de-France. Ce complexe, de forme cylindrique et atteignant une trentaine de mètres de haut, est composé de logements, bureaux, commerces, restaurants, salons de réception et de congrès, d'un parking souterrain, et est également le siège de l'Orchestre national de Lille en abritant sa salle de concert symphonique : l'Auditorium Jean-Claude Casadesus, salle de 1758 places.
L'Auditorium Jean-Claude Casadesus sert également de salle de projection, de spectacle, de théâtre, de conférence ou de congrès (Festivals Séries Mania, Lillarious).
Le complexe est situé au 19 place Mendès-France, dans le quartier Lille-Centre en plein cœur de Lille et est desservi par la station de métro Rihour.

## Nom
Le complexe tire son nom de la rue du Nouveau-Siècle ouverte en 1700 qui le longe.

## Historique

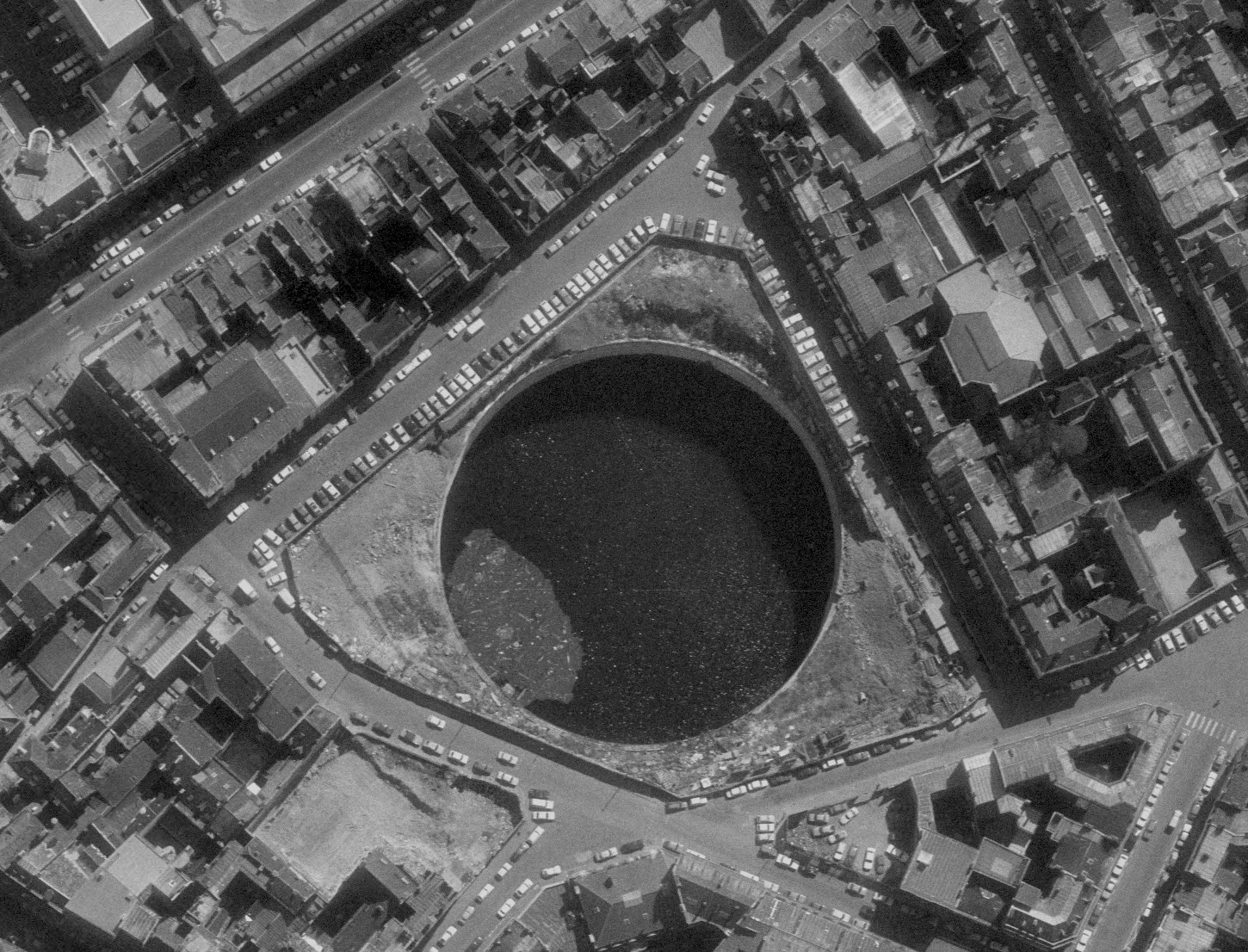
Le trou du chantier du Diplodocus, en 1976

À la fin des années 1960, le quartier des Poissonceaux (ainsi dénommé par le passage de l'ancien canal des Poissonceaux recouvert en 1877 à l'emplacement de l'actuelle rue de Pas) est destiné à faire l'objet d'une opération de rénovation immobilière. Ce petit quartier très dense qui comprenait plusieurs courées, est rasé mais, avant que la construction n'eut vraiment commencé, certains habitants du quartier réussirent à retarder les travaux. Ainsi, la gigantesque cuve de béton (fondations et futur parking souterrain) se remplit vite d'eau. Quelques enfants des riverains l'utilisèrent donc comme piscine officieuse. Ce sont ces mêmes trou et chantier qui passent pour être les fondations de la boîte de nuit Le Number One dans le film Le Corps de mon ennemi réalisé en 1976.
L'eau ne cessera de faire partie de l'histoire du Nouveau Siècle car, dans ses entrailles, elle est pompée en permanence puisqu'il est situé sur une nappe phréatique.

Ce complexe, propriété de la Région, a remplacé le projet du « Diplodocus ». Ce projet devait faire voir le jour à un complexe de 80.000m² polyvalent composé entre autres d'une galerie marchande, de bureaux ou d'appartements. Les travaux ralentis par des collectifs de défense du patrimoine critiquant l'immensité du projet au cœur du Vieux-Lille historique seront annulés par Pierre Mauroy en 1976. Cependant, le quartier ayant déjà été rasé pour faire place à un trou circulaire, le projet du Nouveau Siècle, de moindre ambition, fut entrepris et complété en 1983.

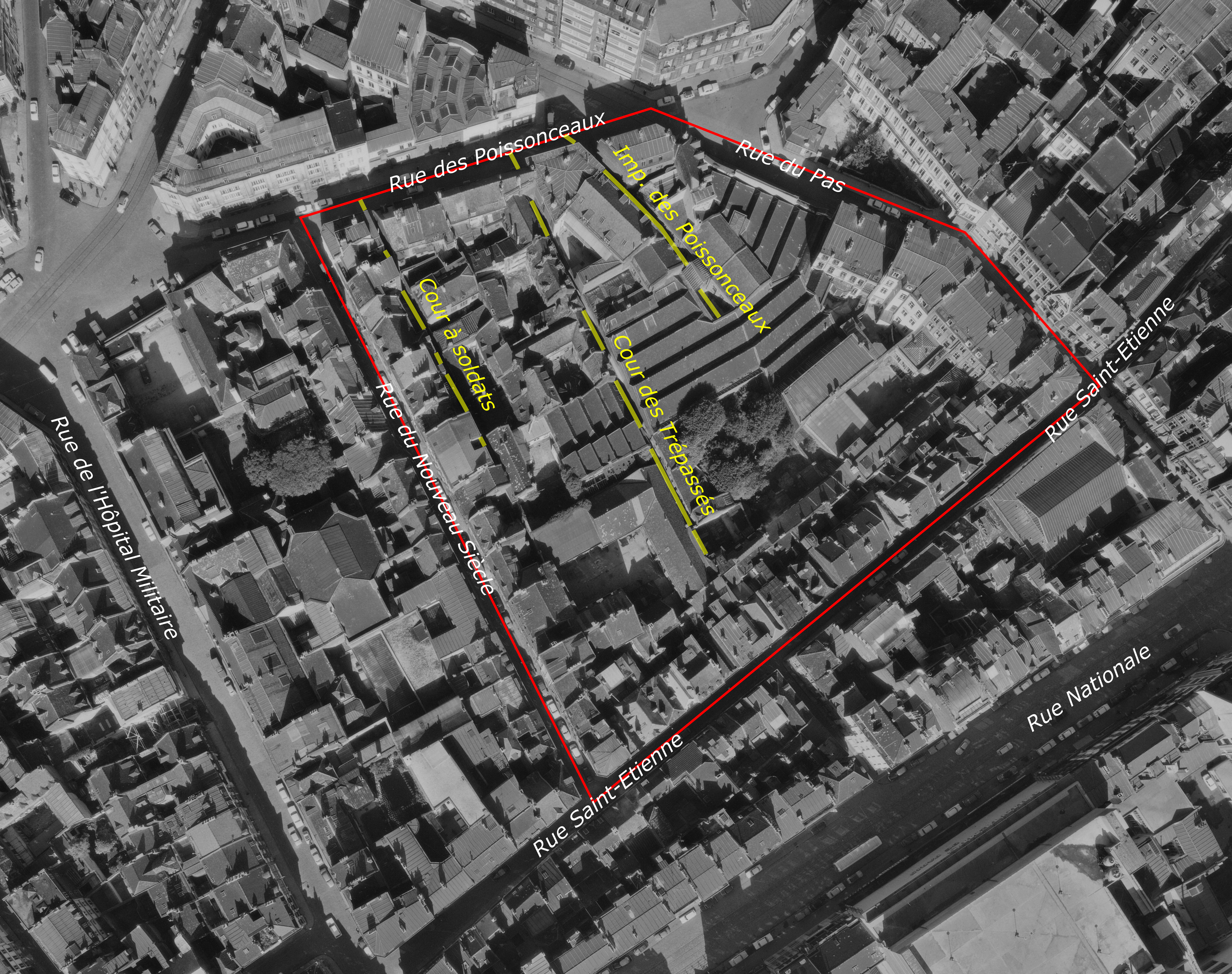
Plan de l'îlot Diplodocus en 1965, avant sa démolition
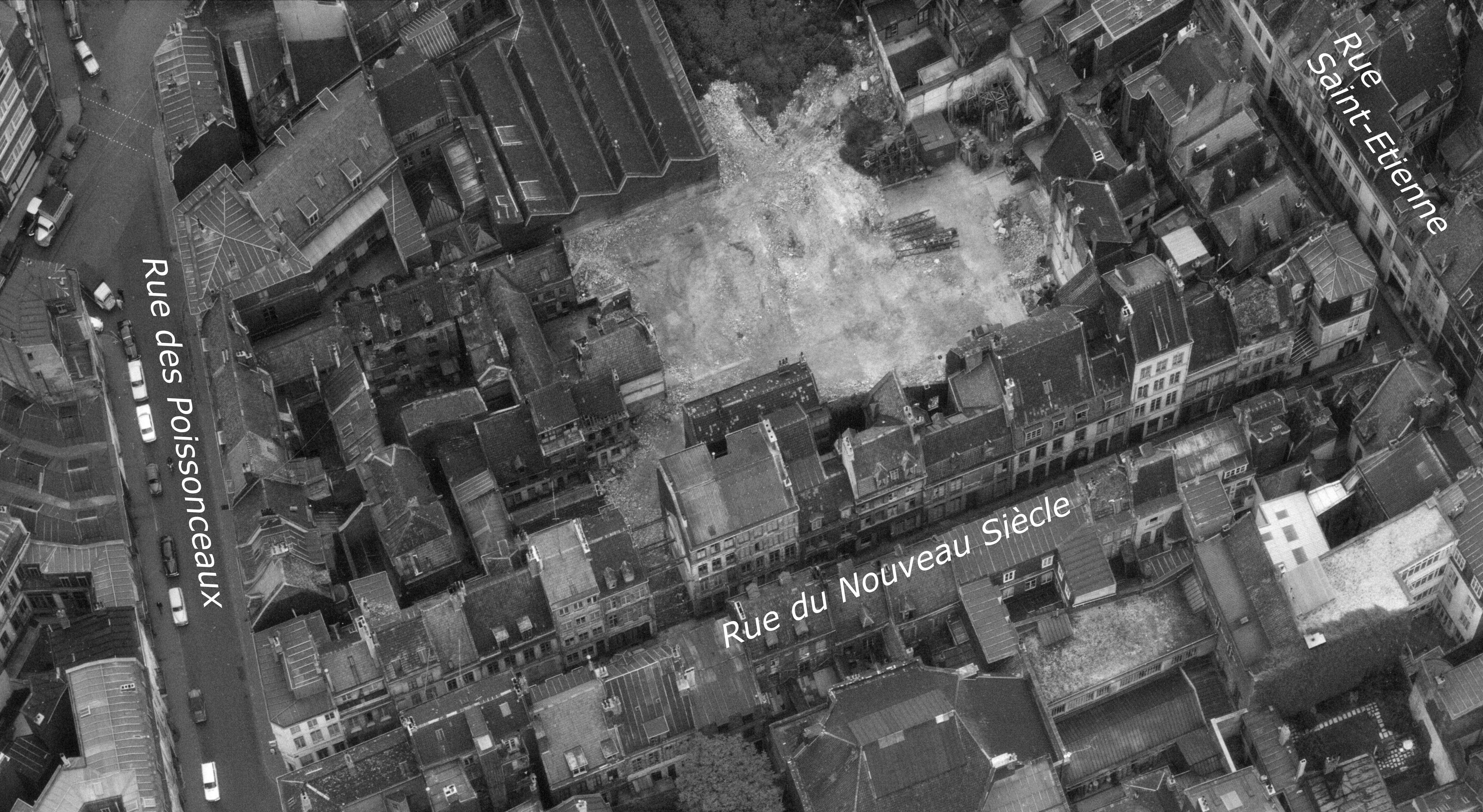
Vue des premières démolitions en 1967
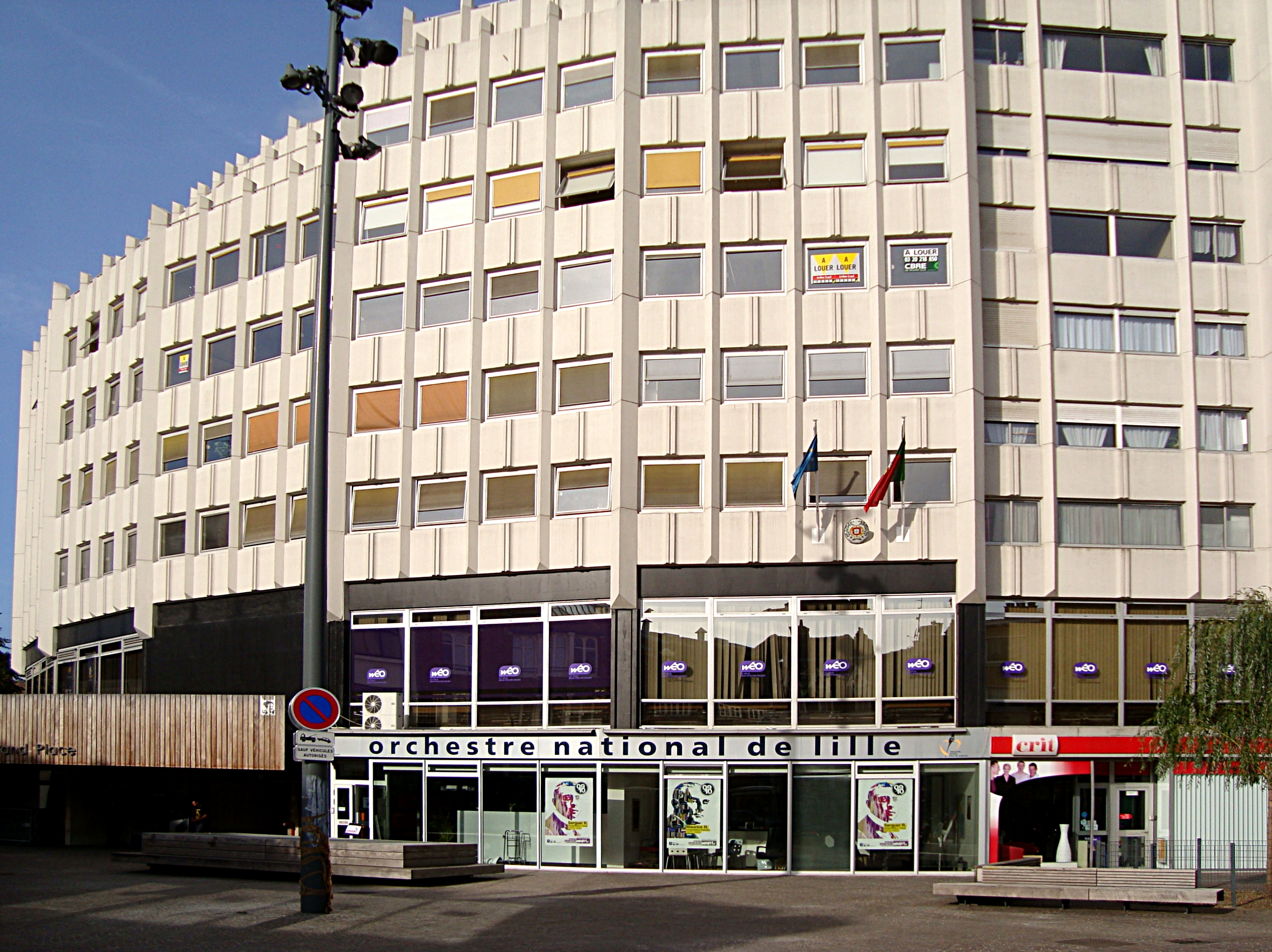
Façade du bâtiment côté rue Saint-Etienne
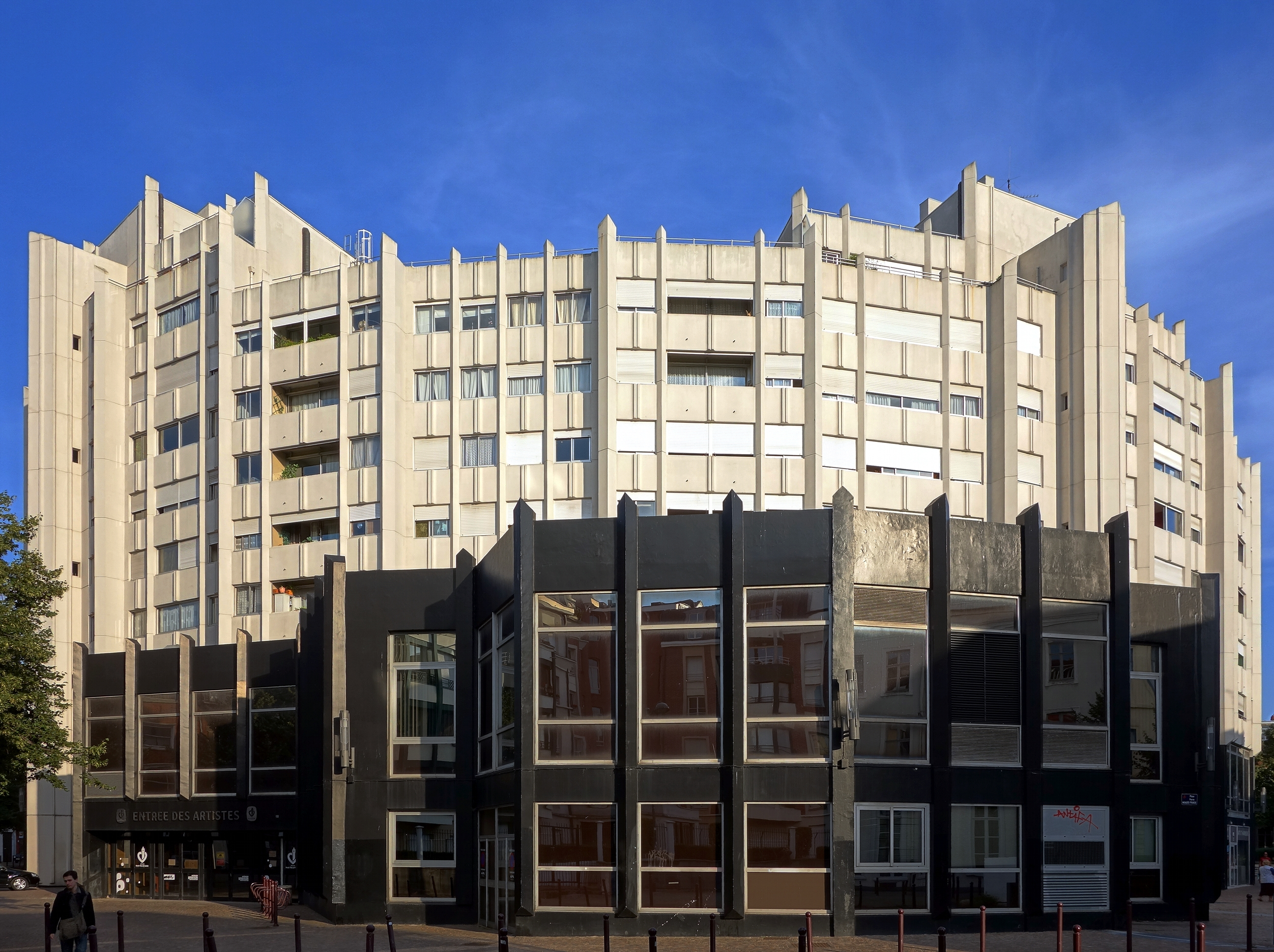
Arrière du bâtiment

## Auditorium Jean-Claude Casadesus
L'Auditorium Jean-Claude Casadesus du Nouveau Siècle est l'une des rares salles de concert symphonique française. Elle accueille en particulier les concerts de l'Orchestre national de Lille, fondé par Jean-Claude Casadesus.

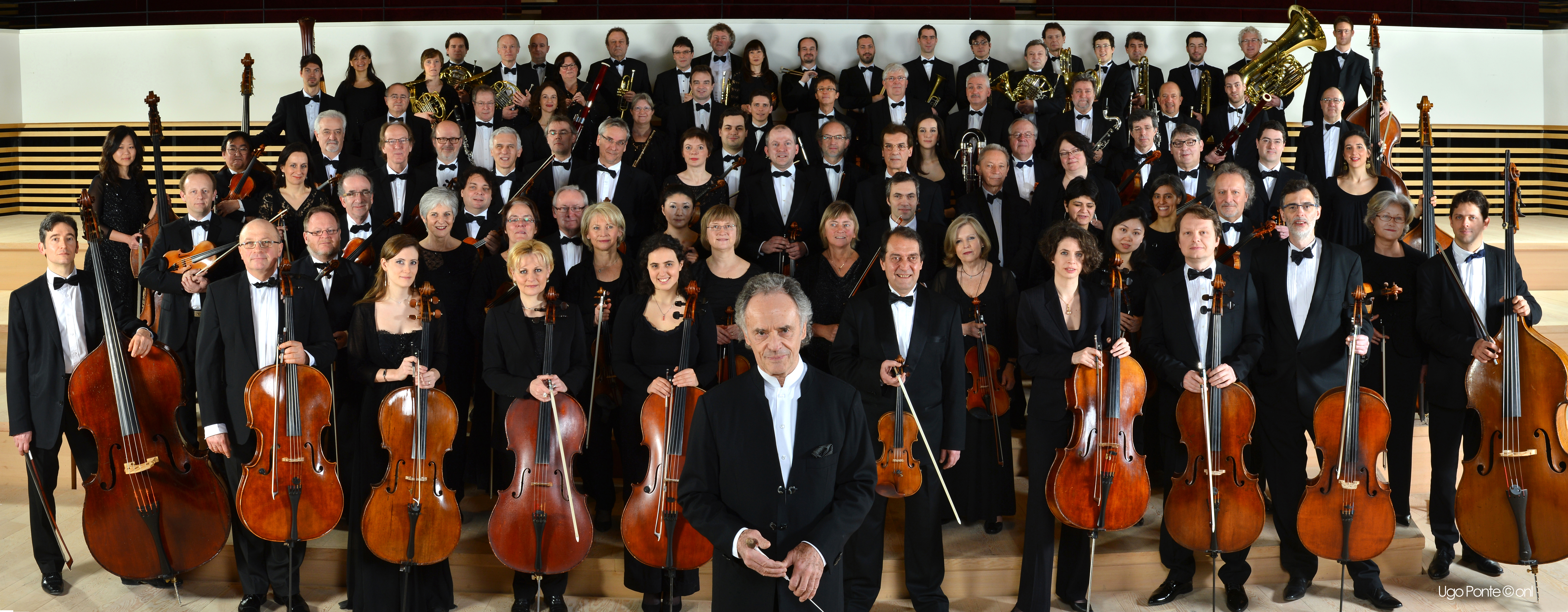
l'Orchestre national de Lille

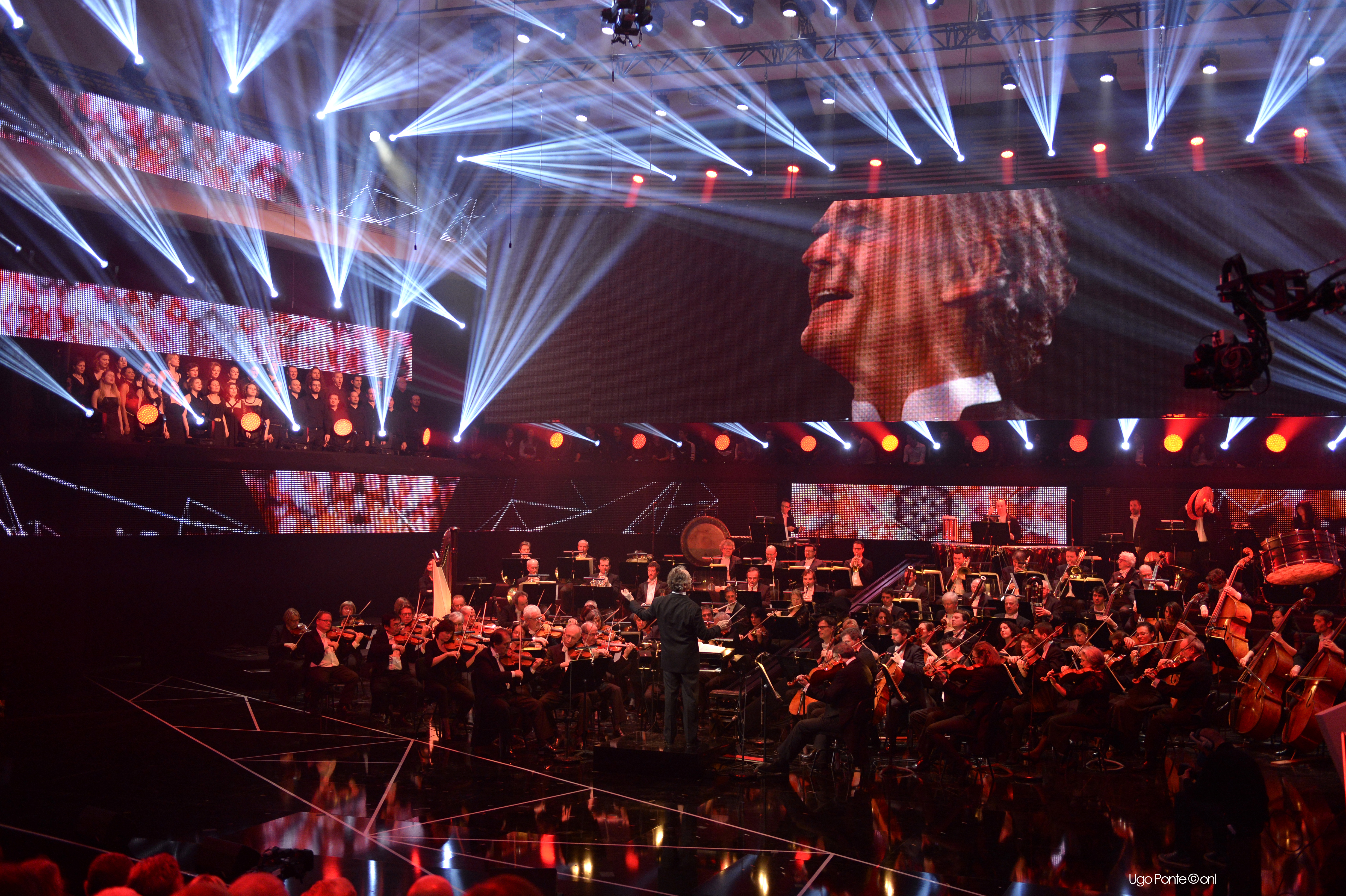
LAuditorium Jean-Claude Casadesus lors des Victoires de la musique classique 2015.

À la suite d'un important projet de rénovation et de transformation acoustique de la salle d'origine (initialement conçue comme une grande salle de congrès dotée d'une conque d'orchestre), la salle de près de 2 000 places a rouvert en janvier 2013. Sa nouvelle configuration, imaginée par l'architecte Pierre-Louis Carlier, permet d'accueillir des concerts dans des conditions acoustiques excellentes.